# Fritz Giese
Fritz Giese, född 21 maj 1890, död 12 juli 1935, var en tysk psykolog.
Giese var docent och ledare för psykotekniska laboratoriet vid tekniska högskolan i Charlottenburg. Hans främsta arbetsområde var psykotekniken och undersökningar av yrkeslämplighet. 
Bland Gieses arbeten märks Psychotechnisches Praktikum (1923), Das ausserpersönliche Unbewusste (1924), samt Methoden der Wirtschaftspsychologie (1927).